# Sailly-sur-la-Lys
 Sailly-sur-la-Lys  es una población y comuna francesa, situada en la región de Norte-Paso de Calais, departamento de Paso de Calais, en el distrito de Béthune y cantón de Laventie.

## Demografía
| 2059 | 1924 | 2049 | 2919 | 3889 | 3981 |
| Para los censos de 1962 a 1999 la población legal corresponde a la población sin duplicidades (Fuente: INSEE [Consultar]) |      |      |      |      |      |